# Antoine Bessems
Antoine Bessems   (Anvers, 6 d'abril de 1809 - París, 19 d'octubre de 1868) fou un compositor i violinista belga.
Encara era infant de cor que ja componia motets, fins que el 1826 entrà en el Conservatori de París, sent nomenat el 1829 primer violí del Teatre Italià. Després d'una sèrie de concerts per Anglaterra, Bèlgica, Alemanya i Itàlia, i de 1847 a 1852 dirigí l'orquestra de la Societat Reial d'Harmonia d'Anvers.
Va escriure: tres misses, salms, himnes, melodies, fantasies, estudis, romances, sonates i duets, trios i quartets per corda.